# Arnold Skaaland
Arnold Skaaland (White Plains (New York), 21 januari 1925 - White Plains (New York), 13 maart 2007) was een Amerikaans professioneel worstelaar en professioneel worstelmanager.

## Dood
Arnold overleed op 13 maart 2007, met zijn vrouw Betty aan zijn zijde.

## In worstelen
- Bijnaam
  - "The Golden Boy"

- Worstelaars managed door Arnold
  - Bob Backlund
  - Tony Parisi
  - Bruno Sammartino
  - Rick McGraw

## Kampioenschappen en prestaties
- Cauliflower Alley Club
  - Other honoree (1994)

- Pro Wrestling Illustrated
  - PWI Manager of the Year (1978, 1979)

- World Wide Wrestling Federation / World Wrestling Federation
  - WWWF United States Tag Team Championship (1 keer met Spiros Arion)
  - WWF Hall of Fame (Class of 1994)
  - Slammy Award (1997)
    - "Lifetime Achievement"